# Российский научно-исследовательский институт культурного и природного наследия имени Д. С. Лихачёва
Росси́йский нау́чно-иссле́довательский институ́т культу́рного и приро́дного насле́дия и́мени Д. С. Лихачёва (краткое название Институ́т насле́дия) — базовый российский государственный институт, занимающийся проблемами культурного и природного наследия во всём их многообразии. Создан в 1992 году для реализации положения Конвенции ЮНЕСКО «Об охране Всемирного культурного и природного наследия». При общем тяготении к культурологии научная деятельность института имеет ярко выраженный междисциплинарный характер.

## Общие сведения

### Организационно-правовая форма
Организационно-правовая форма — Федеральное государственное бюджетное научно-исследовательское учреждение в ведении Министерства культуры РФ .

### Институт наследия и Министерство культуры РФ
Институт наследия — один из четырёх институтов, находящихся в ведении Министерства культуры РФ, наряду с Государственным институтом искусствознания, Государственным научно-исследовательским институтом реставрации, Российским институтом истории искусств.

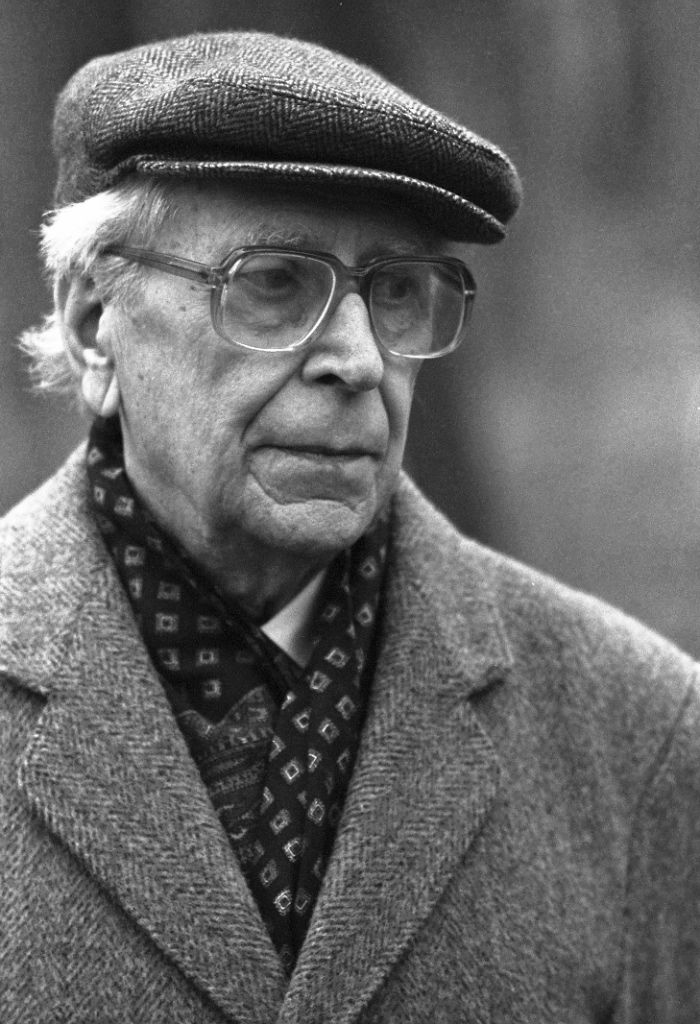
Д. С. Лихачёв, стоявший у истоков института, и имя которого присвоено институту после смерти академика в 1999 г.

## История
Российский научно-исследовательский институт культурного и природного наследия создан Постановлением Правительства Российской Федерации в 1992 году.
Институт наследия был создан для реализации положения Конвенции ЮНЕСКО «Об охране Всемирного культурного и природного наследия» и принятия эффективных мер по сохранению, оздоровлению и развитию историко-культурной и природной среды. В постановлении правительства цель создания определялась как научное обеспечение государственной культурной политики и региональных программ по сохранению и использованию национального наследия.
Предыстория Института наследия связана с Советским фондом культуры. Кадровую основу института составили специалисты, участвовавшие в работе Совета по уникальным территориям фонда. Основные принципы, положенные в основу деятельности института, были разработаны во время работы в Советском фонде культуры, в научных экспедициях и исследованиях, которые курировал Д. С. Лихачёв.
Представление о фундаментальной роли наследия в сохранении культурного и природного разнообразия страны и в её устойчивом развитии является ключевым в деятельности института. В сферу интересов Института наследия с самого начала его деятельности вошли методология и теория сохранения культурного и природного наследия, разработка комплексных территориальных программ сохранения наследия, формирование системы особо охраняемых территорий, картографическое обеспечение сферы охраны наследия, изучение живой традиционной культуры.
С 1992 года Институт наследия возглавлял Юрий Веденин.
После смерти Д. С. Лихачёва в 1999 году Институту наследия было присвоено его имя. С мая 2013 года и до сентября 2014 года директором Института был Павел Юдин.
В 2013 году внимание общественности к Институту было привлечено в связи с произошедшими в нём кадровыми перестановками: под давлением Министерства культуры РФ создатель Института Юрий Веденин вынужден был уступить руководство Павлу Юдину, взгляды которого на перспективы развития учреждения до этого резко критиковал. Некоторые специалисты расценили замену Веденина на Юдина — «молодого человека из партии „Единая Россия“, — не учёного, без степени» — как циничное. C фигурой Юдина связывается также план слияния с Институтом другого научно-исследовательского учреждения — возникшего гораздо раньше Российского института культурологии, одобренный, как утверждает инициировавшее этот процесс Министерство культуры РФ, научным сообществом и представителями обоих учреждений. Впрочем, по утверждению ряда бывших сотрудников РИК, их перевод в состав Института наследия был принудительным и абсурдным. По мнению бывшего директора РИК Кирилла Разлогова, присоединение Института культурологии к Институту культурного наследия связано с тем, что «культура у нас воспринимается как вещь, принадлежащая прошлому. Поэтому Институт наследия очень кстати, а всё что касается настоящего и будущего, многие считают неактуальным и даже вредным»; одобрение научной общественности, полагает Разлогов, слиянию институтов гарантировано, поскольку все его противники уже уволены. Окончательное решение о слиянии двух институтов было принято 23 января 2014 года.
30 мая 2014 года в рамках заседания Совета глав правительств государств — участников СНГ состоялось подписание решения о придании Институту наследия статуса базовой организации государств — участников Содружества Независимых Государств в сфере сохранения всемирного наследия.
С сентября 2014 года по август 2017 года пост директора Института наследия занимал Арсений Миронов.
В сентябре 2018 года директором Института наследия назначен Владимир Аристархов.

## Структура и направления деятельности

### Дирекция
- Директор Института наследия — Аристархов, Владимир Владимирович.
- Заместитель директора по научной работе — Окороков, Александр Васильевич, доктор исторических наук.
- Заместитель директора — Бахревский, Евгений Владиславович, кандидат филологических наук.
- Учёный секретарь Института — Ларионцев, Михаил Михаилович, кандидат культурологии.

### Учёный совет
Обсуждение основных направлений и проблем научной деятельности института, обсуждение и утверждение диссертационных исследований аспирантов и соискателей, обсуждение результатов научно-исследовательских работ секторов и центров института по итогам года.
Состав совета:
- Аристархов, Владимир Владимирович — директор Института наследия
- Бахревский, Евгений Владиславович — заместитель директора, ведущий научный сотрудник, кандидат филологических наук
- Беспалова, Татьяна Викторовна— руководитель отдела государственной культурной политики, доктор философских наук
- Боярский, Пётр Владимирович — советник директора, руководитель Центра «Морская арктическая комплексная экспедиция и морское наследие России»
- Горлова, Ирина Ивановна — директор Южного филиала, доктор философских наук, профессор
- Гусев, Сергей Валентинович — ведущий научный сотрудник — руководитель Центра археологического наследия
- Дерябина, Елена Дмитриевна — начальник отдела аспирантуры, кандидат культурологии
- Ельчанинов, Анатолий Иванович — ведущий научный сотрудник — руководитель Центра картографии и геоинформационных систем. Кандидат географических наук
- Ефимов, Александр Викторович — старший научный сотрудник — руководитель отдела нематериального наследия
- Житенёв, Сергей Юрьевич — советник директора, кандидат культурологии
- Закунов, Юрий Александрович — руководитель отдела наследования культуры, кандидат философских наук
- Козлов, Владимир Фотиевич — руководитель Центра краеведения, москвоведения и крымоведения Института наследия, ведущий научный сотрудник. Кандидат исторических наук, доцент
- Кокшенёва, Капитолина Антоновна — руководитель Центра наследования русской культуры, доктор филологических наук
- Кыласов, Алексей Валерьевич — руководитель Центра традиционных игр и спорта, руководитель центра экономики культуры
- Ларионцев, Михаил Михайлович — учёный секретарь Учёного совета, кандидат культурологии
- Миронов, Арсений Станиславович — ведущий научный сотрудник отдела наследования культуры, кандидат филологических наук
- Окороков, Александр Васильевич — заместитель директора по научной работе, доктор исторических наук
- Пархоменко, Татьяна Александровна — руководитель Центра культурного наследия русского зарубежья, доктор исторических наук
- Плужников, Владимир Иванович — руководитель Центра информационного обеспечения и документации наследия, кандидат искусствоведения
- Поляков, Тарас Пантелеймонович — ведущий научный сотрудник, руководитель сектора экспозиционно-выставочной деятельности Центра изучения и проектирования музеев.
- Путрик, Юрий Степанович — руководитель Центра социокультурных и туристских программ, доктор исторических наук, кандидат географических наук
- Селезнёва, Ирина Александровна — директор Сибирского филиала, кандидат исторических наук, доцент
- Спивак, Дмитрий Леонидович — руководитель Центра фундаментальных исследований в сфере культуры, доктор филологических наук
- Ужанков, Александр Николаевич — руководитель Центра фундаментальных исследований русской средневековой культуры, профессор, доктор филологических наук, кандидат культурологии
- Филатова, Надежда Владимировна — руководитель отдела всемирного наследия и международного сотрудничества
- Челышев, Евгений Петрович — главный научный сотрудник центра фундаментальных исследований в сфере культуры, академик Российской академии наук, доктор филологических наук
- Юренева, Тамара Юрьевна — руководитель сектора музейной политики, доктор исторических наук.

## Научно-практические мероприятия Института
2006
- «Экология культуры и сохранение наследия». Международная конференция, посвящённая 100-летию Д. С. Лихачёва.[12]

2008
- «Россия: воображение пространства / пространство воображения». Международная конференция.

2012
- «Отечественный и мировой опыт сохранения и использования культурного и природного наследия». Международная конференция в рамках мероприятий, приуроченных к 20-летию создания Института наследия.

2013
- Семинар «Объекты Всемирного культурного наследия: сохранение, использование, популяризация». Декабрь 2013 г.

2014
- Семинар «Объекты Всемирного культурного наследия: сохранение, использование, популяризация». Май 2014 г.
- Конференция «Совершенствование государственного статистического наблюдения в туризме в Российской Федерации». Июль 2014 г.

2015
- Международный научный форум «Культурное наследие Северного Кавказа как ресурс межнационального согласия». Октябрь 2015 г.
- Круглый стол «Сохранение наследия России: стратегическая задача общества и государства». Декабрь 2015 г.

2016
- Международный научный форум «Культурное наследие Северного Кавказа как ресурс межнационального согласия». Октябрь 2016 г.

2017
- Международный научный форум «Культурное наследие Северного Кавказа как ресурс межнационального согласия». Октябрь 2017 г.
- XV Международные Панаринские чтения

2018
- Международный конгресс «Всемирное наследие стран СНГ: вызовы, проблемы, решения»
- Международный научный форум «Культурное наследие Северного Кавказа как ресурс межнационального согласия». Октябрь 2018 г.
- XVI Международные Панаринские чтения

2019
- IV Всероссийская научно-практическая конференция «Исторический некрополь России как часть отечественного культурного наследия. Проблемы изучения и охраны»
- Международный научный форум «Культурное наследие Северного Кавказа как ресурс межнационального согласия». Октябрь 2019 г.

### Труды Института наследия

#### Коллективные монографии
- Комплексные региональные программы сохранения и использования культурного и природного наследия (коллективная монография). — М.: Российский НИИ культурного и природного наследия, 1994.
- Уникальные территории в культурном и природном наследии регионов / Отв. ред. Ю. Л. Мазуров. — М.: Российский НИИ культурного и природного наследия, 1994. — 215 с.
- Веденин Ю. А., Лютый А. А., Ельчанинов А. И., Свешников В. В. Культурное и природное наследие России (Концепция и программа комплексного атласа). — М.: Российский НИИ культурного и природного наследия, 1995.
- Сравнительный анализ практики управления культурными ландшафтами. — М.: Институт наследия, 1999.
- Культурное наследие России и туризм (коллективная монография). — М.: Институт наследия, 2005.
- Замятин Д. Н., Замятина Н. Ю., Митин И. И. Моделирование образов историко-культурной территории: методологические и теоретические подходы / Отв. ред. Д. Н. Замятин. — М.: Институт наследия, 2008. — 760 с. — ISBN 978-5-86443-133-7
- Наука о культуре: история Российского НИИ культурного и природного наследия им. Д. С. Лихачёва и Центрального НИИ методов краеведческой работы (Российского института культурологии). — кол. авторов; отв. ред. С. Ю. Житенёв; Российский НИИ культурного и природного наследия им. Д. С. Лихачёва. — М., 2017. — 272 с.
- Выбор долгосрочной стратегии в условиях глобальной нестабильности и цивилизационное наследие России: Коллективная монография по материалам XV Международных Панаринских чтений. — М.: Институт наследия, 2018.

#### Монографии
- Лавренова О. А. Географическое пространство в русской поэзии XVIII — начала XX вв.: Геокультурный аспект. — М.: Институт наследия, 1998. — 95 с.
- Туровский Р. Ф. Культурные ландшафты России. — М.: Институт наследия, 1998. — 210 с.
- Лавренова О. А. Пространства и смыслы: Семантика культурного ландшафта. — М.: Институт наследия, 2010. — 330 с.
- Поляков Т. П. Музейная экспозиция: методы и технологии актуализации культурного наследия. — М.: Институт наследия, 2018.
- Кокшенёва К. А. Концепт «русская культура» и современные практики культурного наследования . — М.: Институт наследия, 2019.

#### Внесистемные сборники
- Экология культуры. — М.: Институт наследия, 2000.
- Экология культуры // Научный сборник по материалам Международной юбилейной научной конференции «Экология культуры — учение о сохранении культурного наследия и вечных ценностей культуры»: к 110-летию со дня рождения академика Д. С. Лихачёва. — М., 2017.
- Ильин И. А. Собрание сочинений: Новая национальная Россия. Публицистика 1924—1952 гг. / Сост., вступ. статья Ю. Т. Лисицы. — М.: Институт наследия, 2019.

#### Сборник «Архив наследия»
1. Архив наследия — 1999 / Сост. и науч. ред. В. И. Плужников. — М.: Институт наследия, 2000. — 304 с. : ил. — ISBN 5-86443-051-X
2. Архив наследия — 2000 / Сост. и науч. ред. В. И. Плужников. — М.: Институт наследия, 2001. — 336 с. — ISBN 5-86443-051-X
3. Архив наследия — 2001 / Сост. и науч. ред. В. И. Плужников. — М.: Институт наследия, 2002. — 388 с. — ISBN 5-86443-081-1
4. Архив наследия — 2002 / Сост. и науч. ред. В. И. Плужников. — М.: Институт наследия, 2004. — 431 с. : ил., портр., факс..; ISBN 5-86443-099-4
5. Архив наследия — 2003 / Сост. и науч. ред. В. И. Плужников. — М.: Институт наследия, 2005. — 431 с. : ил., факс., портр..; ISBN 5-86443-118-4.
6. Архив наследия — 2004 / Сост. и науч. ред. В. И. Плужников. — М.: Институт наследия, 2006. — 447 с. : ил., портр., табл., факс..; ISBN 5-86443-128-1.
7. Архив наследия — 2005 / Сост. и науч. ред. В. И. Плужников. — М.: Институт наследия, 2007. — 397 с., [2] л. карт : ил., портр., факс..; ISBN 978-5-86443-137-5
8. Архив наследия — 2006 / Сост. и науч. ред. В. И. Плужников. — М.: Институт наследия, 2008. — 283 с. : ил., карт., портр.; ISBN 978-5-86443-144-3
9. Архив наследия — 2007 / Сост. и науч. ред. В. И. Плужников. — М.: Институт наследия, 2008. — 302 с. : ил., карт., портр..; ISBN 978-5-86443-144-3
10. Архив наследия — 2008 / Сост. и науч. ред. В. И. Плужников. — М.: Институт наследия, 2010. — 371 с. — ISBN 978-5-86443-159-7
11. Архив наследия — 2009 / сост. В. И. Плужников. — Москва: Институт Наследия, 2010. — 414 с.: ил. — Тир. 500 экз. — ISBN 978-5-86443-159-7
12. Архив наследия — 2010 / Сост. и науч. ред. В. И. Плужников. — М.: Институт наследия, 2012. — 415 с. : ил., портр., факс..; ISBN 978-5-86443-175-7
13. Архив наследия — 2011 / Сост. и науч. ред. В. И. Плужников. — М.: Институт наследия, 2012. — 525 с. : ил., портр., табл..; ISBN 978-5-86443-183-2
14. Архив наследия — 2015. Вып. 14. / Сост. и науч. ред. В. И. Плужников. — М.: Институт наследия, 2015. — 591 с. : ил..; ISBN 978-5-86443-187-0
15. Архив наследия — 2016. Вып. 15. / Сост. и науч. ред. В. И. Плужников. — М.: Институт наследия, 2016. — 383 с. : ил..; ISBN 978-5-86443-245-7
16. Архив наследия — 2018. Вып. 16. / Составитель В.И. Плужников. — М.: Институт Наследия, 2018. 586 с.; илл. ISBN 978-5-86443-265-5
17. Архив наследия — 2019. Вып. 17. / Составитель В.И. Плужников. — М. : Институт Наследия, 2020. — 650 с.; ил. — DOI 10.34685/HI.2019.98.91.011. ISBN 978-5-86443-318-8

#### Альманах «Гуманитарная география» (2004—2010)
- Гуманитарная география: Научный и культурно-просветительский альманах / Сост., отв. ред. Д. Н. Замятин; авт. Балдин А., Галкина Т., Замятин Д. и др. Вып. 1. — М.: Институт наследия, 2004. — 431 с. — ISBN 5-86443-107-9.
- Гуманитарная география: Научный и культурно-просветительский альманах / Сост., отв. ред. Д. Н. Замятин; авт. Андреева Е., Белоусов С., Галкина Т. и др. Вып. 2. — М.: Институт наследия, 2005. — 464 с. — ISBN 5-86443-107-9.
- Гуманитарная география: Научный и культурно-просветительский альманах / Сост., отв. ред. Д. Н. Замятин; авт. Абдулова И., Амоголонова Д., Балдин А. и др. Вып. 3. — М.: Институт наследия, 2006. — 568 с. — ISBN 5-86443-107-9.
- Гуманитарная география: Научный и культурно-просветительский альманах / Сост., отв. ред. Д. Н. Замятин; авт. Абдулова И., Амоголонова Д., Герасименко Т. и др. — Вып. 4. — М.: Институт наследия, 2007[13]. — 464 с. — ISBN 5-86443-107-9.
- Гуманитарная география: Научный и культурно-просветительский альманах / Отв. ред. И. И. Митин; сост. Д. Н. Замятин; авт. Белоусов С., Вахрушев В., Глушкова И. и др. Вып. 5. — М.: Институт наследия, 2008. — 432 с. — ISBN 978-5-86443-153-5.
- Россия: воображение пространства / пространство воображения (Гуманитарная география: Научный и культурно-просветительский альманах. Специальный выпуск) / Отв. ред. И. И. Митин; сост. Д. Н. Замятин, И. И. Митин. — М.: Аграф, 2009. — 464 с. — ISBN 978-5-7784-0394-9.
- Гуманитарная география: Научный и культурно-просветительский альманах / Отв. ред. И. И. Митин; сост. Д. Н. Замятин; авт. Анисимов К. В., Балдин А. Н., Горелова Ю. Р. и др. Вып. 6. — М.: Институт наследия, 2010. — 368 с. — ISBN 978-5-86443-157-3.

#### Научные журналы
- Журнал Института наследия
- Культурное наследие России
- Культурологический журнал
- Наследие веков
- Этноспорт и традиционные игры

#### Труды Морской арктической комплексной экспедиции (МАКЭ)
- Парк Виллема Баренца на Новой Земле. На русск. и англ. — М., 1998.
- Новая Земля. Природа. История. Археология. Культура. Книга 2. часть 1. Культурное наследие. Радиоэкология. Труды Морской арктической комплексной экспедиции.
- Новая Земля. Природа. История. Археология. Культура. Книга 1. Природа. Труды Морской арктической комплексной экспедиции.
- Остров Вайгач, Хэбидя Я — священный остров ненецкого народа. Природное и культурное наследие. М.: Институт наследия. 2000.
- Соловецкие острова. Духовное и культурное наследие. Карта для паломников и туристов. — М.: Институт наследия. 2001.
- Полярный архив. Том 1. Труды морской арктической комплексной экспедиции под общей редакцией П. В. Боярского. — М., 2003.
- Соловецкие острова. Духовное и культурное наследие. Карта для паломников и туристов. Масштаб 1:50 000. — М., Институт наследия. 2004.
- Остров Вайгач. Книга 1. Памятники освоения Арктики. — М., 2000.
- Новая Земля. Природа, история, археология, культура. Кн. 2, часть 2. — М., 2000.
- Коч — русское полярное судно: проблемы, исследования и реконструкции. — М., 2000.
- Поселок Белушья Губа — столица полярного архипелага Новая Земля (1897—1997 гг.). — М., 1997.
- На Север с Баренцем. Совместные Российско-Голландские комплексные археологические исследования на Новой Земле в 1995 году. На русск. и англ. — Амстердам, 1997.
- Соловецкие острова. Остров Большая Муксалма.
- Карта «Новая Земля. Природное и культурное наследие». Масштаб 1:1000 000; карта-врезка к ней «История открытий и исследований», масштаб 1:2500 000. — М.: Институт наследия, 1995.
- Карта «Остров Вайгач. Природное и культурное наследие. Хэбидя Я — священный остров ненецкого народа». Масштаб 1:200 000. — М.: Институт наследия. 2000.
- Новая Земля. Том 1. Книга 1. Труды Морской Арктической комплексной экспедиции. — М., 1993.
- Новая Земля. Том 1. Книга 2. Выпуск II. Труды Морской Арктической комплексной экспедиции. — М., 1993.
- Новая Земля. Том 2. Выпуск III. Труды Морской Арктической комплексной экспедиции. — М., 1993.
- Новая Земля. Том 3. Выпуск IV. Труды Морской Арктической комплексной экспедиции. — М., 1994.
- Новая Земля: концепция формирования системы особо охраняемых природных и историко-культурных территорий. — М., 1994.
- Соловецкие острова. Остров Большая Муксалма. Колл. авт. — М., 1996.
- Новая Земля. Природа. История. Археология. Культура. Книга 1. Природа. Труды Морской арктической комплексной экспедиции. — М., 1998.
- Новая Земля. Природа. История. Археология. Культура. Книга 2, часть 1. Культурное наследие. Радиоэкология. Труды Морской арктической комплексной экспедиции. — М., 1998.
- Парк Виллема Баренца на Новой Земле. — М.: Институт yаследия. 1998.
- Послесловие // На юг, к Земле Франца-Иосифа. — М., 2007.